# 1798 en France
Chronologie de la France
- 1794
- 1795
- 1796
- 1797
- 1798
- 1799
- 1800
- 1801
- 1802

Cette page concerne l'année 1798 du calendrier grégorien.

## Événements

### Janvier
- 4 janvier (15 nivôse) : saisie générale des marchandises anglaises dans toute la République[1].
- 5 janvier (16 nivôse) : loi créant un emprunt forcé et progressif de 80 millions[1].
- 23 janvier (4 pluviôse) : découpage administratif de la rive gauche du Rhin en quatre départements par le commissaire du gouvernement Rudler (Roer, Sarre, Rhin-et-Moselle, Mont-Tonnerre)[2].
- 23-24 janvier : indépendance du Pays de Vaud et instauration de la République lémanique[3].
- 28 janvier : les troupes françaises commandés par le général Brune entrent en Suisse et occupent le Pays de Vaud soulevé contre les Bernois[1].
- 29 janvier : réunion de la république de Mulhouse à la France ; le 15 mars les clefs se la ville sont remises solennellement par le bourgmestre Josué Hofer au représentant français Metzger[4].
- 31 janvier : loi du 12 pluviôse an VI. pour se prémunir contre une mauvaise surprise électorale, le Directoire fait prendre par les Conseils une mesure conservatoire ; les Conseils en place procèderont à la validation des élections de germinal an VI et à l’élection du Directeur[5].

### Février

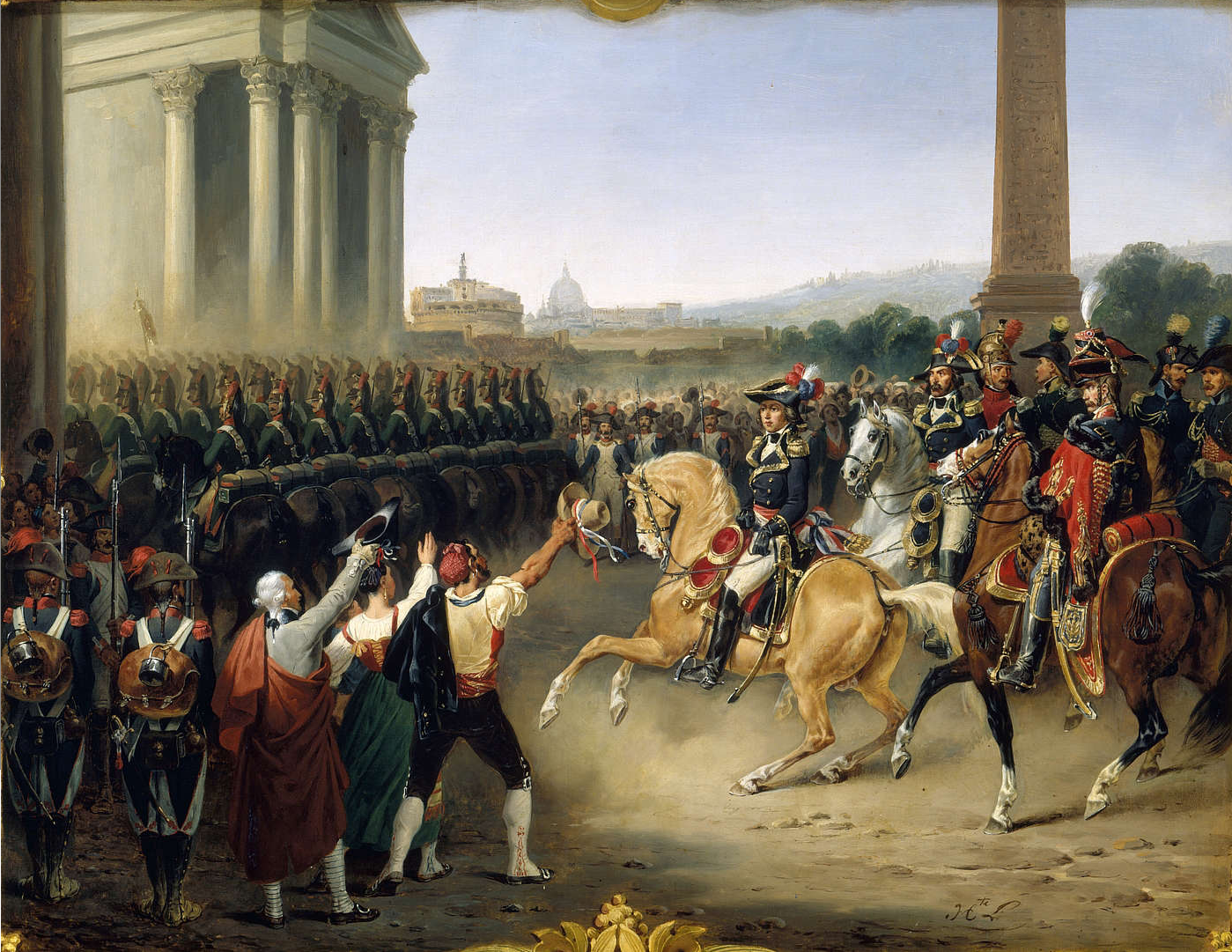
Entrée de l’Armée française à Rome - Hippolyte Lecomte

- 10 février : le général Berthier, accouru pour venger l'assassinat de Duphot (28 décembre 1797) et s'opposer à la cour papale que des engagements secrets unissent à la cour de Naples, campe sous les murs de Rome et occupe le château Saint-Ange. Le 15 février, la République romaine est proclamée[6]
- 16 février (28 pluviôse an VI) : création du musée de Grenoble sur l'initiative de Louis-Joseph Jay[7].
- 21 février : traité d’alliance et de commerce avec la République cisalpine (ratifié le 17 mars)[8].

### Mars
- 2 mars, invasion de la Suisse : victoire française à la bataille de Longeau sur un bataillon des milices bernoises[9] ; Schauenburg occupe Soleure et marche sur Berne, prise le 5 mars après les batailles de Fraubrunnen et de Grauholz, malgré la victoire suisse de Neuenegg[10].
- 9 mars : Jean-Baptiste Bessières, futur maréchal d'Empire est nommé chef de brigade[11].
- 20 mars (30 ventôse an VI) : fête de la souveraineté du peuple[1].
- 30 mars : l'armistice du 30 mars 1798 permet à Toussaint Louverture de régler les détails de la retraite de l'armée anglaise de Saint-Domingue[12].

### Avril
- 3 avril : arrêté (14 germinal an VI) introduisant le culte décadaire[13]. C'est un échec.
- 9-18 avril : élections législatives, favorables aux néo-jacobins ou « républicains avancés »[14].
- 13 avril : Bernadotte, ambassadeur à Vienne depuis le 18 janvier, est insulté lors d'une émeute populaire après qu'il a fait placer un drapeau tricolore sur la porte de la légation. Il rentre à Paris[1].
- 26 avril : la République de Genève devient française[15].
- 29 avril : Le général Schauenburg s'empare de Zoug puis de Lucerne le 30 avril[1].

### Mai
- 9 mai : les Britanniques évacuent Saint-Domingue[1].
- 11 mai : coup d’État du 22 floréal an VI contre les néo-jacobins : 106 nouveaux élus sont invalidés et les corps administratifs et judiciaires sont épurés (loi du 22 floréal an VI)[14].
- 15 mai (26 floréal an VI) : Jean-Baptiste Treilhard, élu Directeur, remplace François de Neufchâteau qui devient ministre de l’Intérieur[16].
- 16 mai : entrée triomphale du général noir Toussaint Louverture et de son armée d'ex-esclaves dans Port-au-Prince[12].
- 19 mai : début de l'expédition de Bonaparte en Égypte[14] dans le but de menacer la Grande-Bretagne en Méditerranée orientale et de la couper de la route des Indes, mais aussi d’éloigner Bonaparte dont la popularité inquiète le Directoire. Elle part de Toulon dans le plus grand secret.

### Juillet

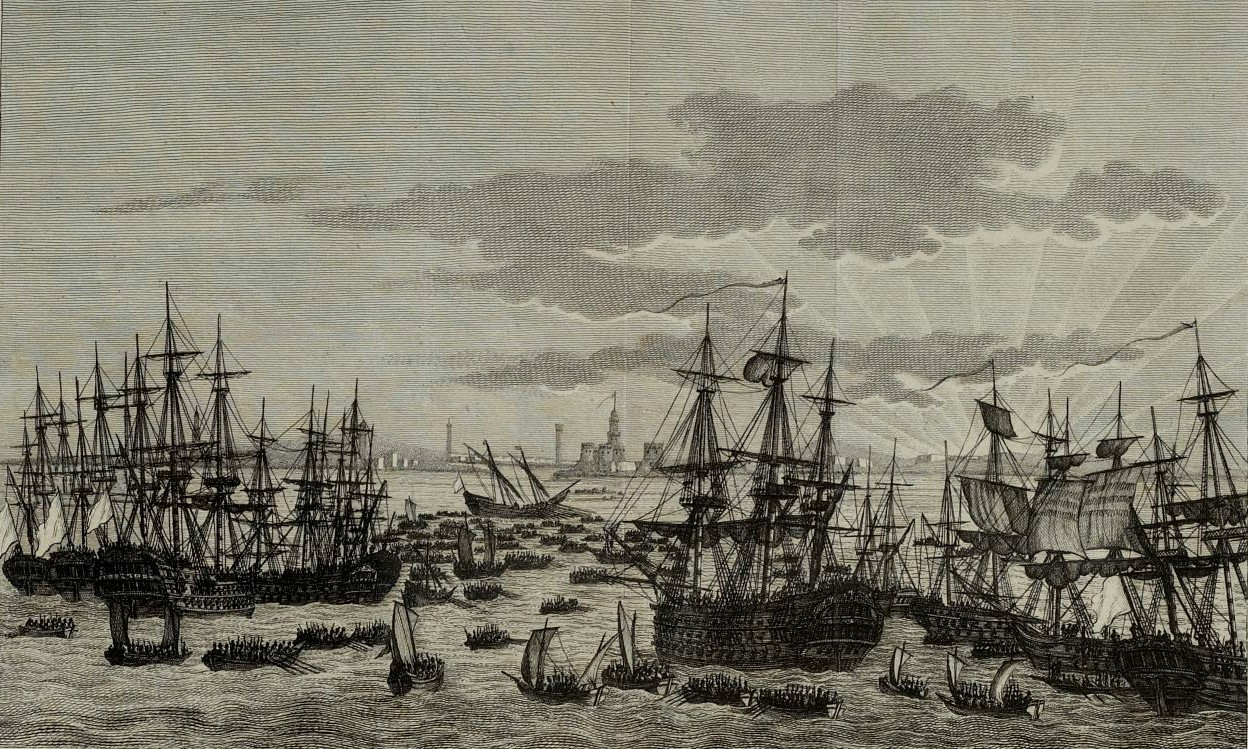
Flotte napoléonienne en Égypte, (musée de la Révolution française).

- 1er juillet : débarquement de Napoléon Bonaparte en Égypte[17].
- 7 juillet : le USS Delaware capture la goélette française La Croyable sur la côte de Pennsylvanie[18] ; à la suite de l'affaire XYZ, les États-Unis dénoncent leurs traités avec la France et le 28 mai 1798, le Congrès autorise la saisie de tout navire français. Le Directoire décrète un embargo sur tous les navires américains qui entreraient ou se trouveraient dans les ports de la République le 11 juillet (23 messidor an VI) (embargo révoqué le 16 août 1798). Début de la quasi-guerre des États-Unis contre la France pour des raisons économiques.
- 21 juillet :
  - bataille des Pyramides[14].
  - à Boulogne-sur-Mer, vente à l'encan[19] de la cathédrale, du palais épiscopal et des dépendances pour la somme de 510 500 francs. Tout est démoli pierre à pierre par les adjudicateurs[20].

### Août
- 1er août : destruction de la flotte française par Nelson à la Aboukir[1].
- 18 août : traité d'alliance avec la République helvétique[1].
- 22 août : début de l'expédition d'Irlande menée par le général Humbert ; elle est battue à Ballinamuck le 8 septembre[1].

### Septembre
- 5 septembre : la loi Jourdan-Delbrel pose le principe de la conscription pour tous les jeunes âgés de 25 ans, pour une durée de 5 ans en temps de paix et de façon illimitée en temps de guerre[21]. Le service militaire est obligatoire en complément du volontariat. Les recrues sont désignées par tirage au sort.
- 9 septembre : l'empire ottoman déclare la guerre à la France. Début de la Deuxième Coalition[22].

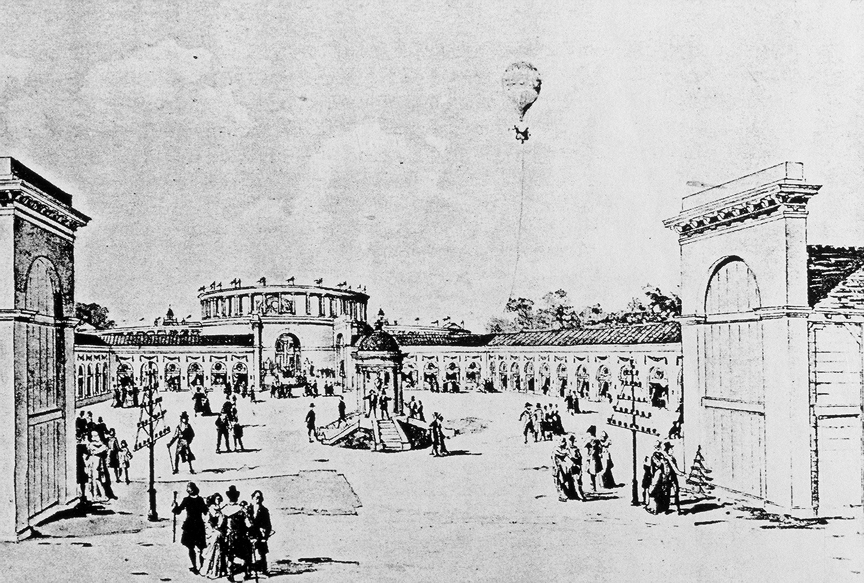
Exposition des produits de l'industrie française en 1798.

- 21 septembre : première exposition publique à Paris des produits de l'industrie française[1].
- 24 septembre : la loi du 3 vendémiaire an VII ordonne la levée d’un contingent de 200 000 hommes[21].

### Octobre
- 18 octobre : rétablissement de l'octroi de Paris[22].
- 21 octobre : révolte de la population du Caire contre l’occupation française[1].

### Novembre
- 24 novembre :
  - création d’un impôt sur les portes et les fenêtres. Réformes fiscales ; réorganisation de l’impôt foncier (novembre), de la côte mobilière, des patentes (octobre), réapparition de taxes indirectes (timbre, octroi de Paris, enregistrement). Ces mesures ne donnent guère de résultats[22].
  - entrée des troupes napolitaines dans la république romaine sans déclaration de guerre. Le roi de Naples entre à Rome le 29 novembre ; Macdonald bat les Napolitains le 4 décembre à la bataille de Civita Castellana (it) et les troupes françaises de Championnet représentent Rome le 15 décembre[1].

### Décembre
- 5 décembre : Joubert entre en Piémont à la tête des troupes françaises de la République cisalpine et s'empare de Suse, de Coni, d'Alexandrie et de Novare. Il occupe Turin et le roi de Sardaigne doit abdiquer le 8 décembre. Un gouvernement provisoire du Piémont est institué le 12 décembre[23].
- 18 décembre : traité d'alliance et de subsides entre la Grande-Bretagne et la Russie contre la France[1].